# Argus Mountain
Argus Mountain är ett berg i Kanada.   Det ligger i provinsen British Columbia, i den sydvästra delen av landet, 3 700 km väster om huvudstaden Ottawa. Toppen på Argus Mountain är 1 994 meter över havet.
Terrängen runt Argus Mountain är huvudsakligen bergig, men söderut är den kuperad. Runt Argus Mountain är det mycket glesbefolkat, med 3 invånare per kvadratkilometer.. Det finns inga samhällen i närheten. 
I omgivningarna runt Argus Mountain växer i huvudsak barrskog.